# Destroços da Baía de Langdon
Os restos de um navio da Idade Média do Bronze foram identificados na Baía de Langdon, em Kent, Inglaterra, em 1974. O local foi designado ao abrigo da Lei de Proteção de Naufrágios a 25 de maio de 1978. O destroço é um Naufrágio Protegido gerenciado pela Historic England.

## Os destroços
O sítio consiste em artefactos da Idade Média do Bronze, incluindo ferramentas, armas e ornamentos feitos na França. Esses itens foram datados de 1100 a.C.. Mais de 350 artefactos foram recuperados. Ao que parece, eles parecem ser a carga de um navio marítimo.
O local foi investigado pela Costwold Archaeology em 2016, a esta pesquisa concluiu que havia um baixo potencial para a presença de mais artefactos de bronze.